# خاک‌اره‌دندان‌ها
خاک‌اره‌دندان‌ها (نام علمی: Sarotherodon) نام یک سرده از تیره سیکلید است.